# Csoknay Norbert
Csoknay Norbert (1968. augusztus 18. –) szlovákiai magyar labdarúgó.

## Sikerei, díjai
Ferencvárosi TC
- Magyar bajnokság
  - bajnok: 2000–01